# لاينديبورو (نيوهامشير)
لاينديبورو (بالإنجليزية: Lyndeborough, New Hampshire)‏ هي بلدة أمريكية تقع في الولايات المتحدة في هيلسبوروغ. يقدر عدد سكانها بـ 1,683 نسمة ومساحتها 79.1 كم2وترتفع عن سطح البحر 269 متر.